# Pleurothallis garayi
Pleurothallis garayi är en orkidéart som beskrevs av Guido Frederico João Pabst. Pleurothallis garayi ingår i släktet Pleurothallis och familjen orkidéer. Inga underarter finns listade i Catalogue of Life.